# Ладыженский, Гавриил Михайлович
Гаврии́л Миха́йлович Лады́женский (13 ноября 1865 — 6 января 1945) — русский и советский командир, генерал-майор, представитель рода Ладыженских.

## Родители
Отец: Михаил Евграфович Ладыженский (1840—1910) — дворянин, мировой судья, сын гвардии подпоручика Евграфа Семеновича Ладыженского (1802—1872) и Елизаветы Александровны Сушковой (1815—1883), внучки В. М. Сушкова и родной сестры Е. А. Хвостовой.
Мать: баронесса Александра Борисовна Вревская (1840—1899), дочь барона Бориса Александровича Вревского (1805—1888) и Евпраксии Николаевны Вульф (1809—1883).

## Биография
Родился в имении Тягущи Порховского уезда Псковской губернии. Вероисповедания православного. Из потомственных дворян. Образование получил домашнее. 7 августа 1882 года был зачислен рядовым на правах вольноопределяющегося 3-го разряда в 6-й гусарский Клястицкий полк.
В 1885 году окончил Елисаветградское кавалерийское училище по II разряду. В 1893 году окончил Императорскую Николаевскую военную академию по I разряду. В 1901 году, будучи подполковником Генерального Штаба и штаб-офицером при управлении Сибирской пехотной бригады, получил Орден Святого Георгия 4-го класса за боевые отличия «за Китайский поход 1900—1901 годов». В 1907 году ушёл в отставку, вернулся на офицерскую службу с началом Первой мировой войны.
В 1916—1917 годах — начальник штаба 62-й пехотной дивизии, затем 3-го Кавказского армейского, затем 2-го кавалерийского корпуса, генерал-майор.
В 1918 году добровольно вступил в Красную Армию. В годы Гражданской войны был инспектором кавалерии ряда фронтов и военных округов. В 1920-е годы преподавал в Орловских, затем Казанских кавалерийских курсах.

## Семья
Гавриил Михайлович был дважды женат.
Вторая жена: Пелагея Николаевна. В марте 1935 года Г. М. Ладыженский с женой был выслан в Уфу на пять лет.